# Victor Rolff Stiftung
Die F. Victor Rolff-Stiftung ist eine gemeinnützige Stiftung bürgerlichen Rechts mit Sitz auf Burg Gladbach in Vettweiß-Gladbach, Nordrhein-Westfalen. Sie wurde am 1. Juni 1995 von Friedrich Victor Rolff gegründet und am 14. Juni 1996 offiziell von der Bezirksregierung Köln als gemeinnützige Stiftung anerkannt.

## Geschichte
Die Stiftung basiert auf dem Testament des Unternehmers Friedrich Victor Rolff (* 28. Juni 1934 in Köln; † 15. Februar 2012 auf Burg Gladbach), der sein gesamtes Vermögen, darunter die 1971 erworbene und bis 1976 sanierte Burg Gladbach, der Stiftung vermachte, um sein Lebenswerk zu sichern und Denkmalpflege zu betreiben. Nach seinem Tod übernahm die Stiftung den Erhalt der Anlage als Sitz und Veranstaltungsort.

## Gründer Friedrich Victor Rolff
Victor Rolff entstammte einer Unternehmerfamilie als Urenkel von Peter Josef Früh (Cölner Hofbräu Früh) und Enkel von Victor Rolff senior (Braunkohle-Pionier). Bereits mit 12 Jahren wurde er Vollwaise. 1954 und 1955 gewann er Deutsche Meisterschaften in Sportwagen bis 1300 cm³ bzw. GT-Wagen bis 1600 cm³. Anschließend leitete er die Victor Rolff KG im Braunkohlebergbau, beaufsichtigte Grubenschließungen und Landschaftsrekultivierungen (z. B. Wassersportsee Zülpich), engagierte sich gegen Massentierhaltung und bot 2009 den Kauf von Staatswaldflächen zum Schutz an.

## Ziel und Förderschwerpunkte
Die Stiftung hat das Ziel, die Region Köln lebendig zu gestalten, indem sie Projekte in vier Hauptbereichen fördert:
- Bildung: Stipendien, Workshops und Bildungsprogramme für Talente (z. B. Open Minds Stipendium)
- Kultur: Unterstützung von Lesungen, Konzerten und Ausstellungen (z. B. Kammermusikfest „Spannungen“)
- Natur und Umwelt: Schulgärten (GemüseAckerdemie), Waldpädagogik (Rucksack-Waldschule) und städtische Biodiversität (Blühendes Köln):
- Soziales Engagement: Gemeinschaftsinitiativen und Hospiz-Projekte (z. B. interreligiöser „Raum der Stille“ im Hospiz Iterbach)

## Organisation
Die Stiftung wird von einem dreiköpfigen Vorstand mit gemeinsamer Vertretungsbefugnis gemäß § 10 Abs. 3 StiftG NRW geleitet. Vorstandsmitglieder sind (Stand 6/2025)
| Name              | Position                       |
| ----------------- | ------------------------------ |
| Eberhard Peill    | Vorsitzender                   |
| Florian Lauscher  | Stellvertretender Vorsitzender |
| Wolfgang Schüller | Stellvertretender Vorsitzender |

Das Kuratorium überwacht die Geschäftstätigkeit (Vorsitz: Klaus Piehler, Mitglieder: Caroline Lauscher, Tobias Graf von Bernstorff). Die Stiftungsaufsicht liegt bei der Bezirksregierung Köln.

## Projekte

### Open Minds Stipendium
Das zweijährige Programm für Schüler ab 14 Jahren in Kooperation mit dem Science College Overbach bietet Sommer- und Wochenendworkshops, Exkursionen, Fachvorträge und Shuttleservice zwischen Düren und Jülich. Bis zu 30 Plätze/Jahr, gibt es kostenfrei.

### Acker e. V.
Unterstützung einer GemüseAckerdemie (85 Schulen) und AckerRacker (15 Kitas) an 100 Lernorten sowie des SchulHof-Moduls für Schule–Landwirtschafts-Kooperationen

### Kammermusikfest „Spannungen“
Förderpartner des jährlichen Festivals im Jugendstil-Wasserkraftwerk Heimbach (18.–25. Juni 2023), künstlerische Leitung seit 2023: Buntrock, Kam, Weithaas. Gäste: Christian Tetzlaff u. a.

### Weitere Initiativen
- WissenschaftsScheune (MPI): Workshops zu nachhaltiger Ernährung
- Rucksack-Waldschule: Waldpädagogik in Familiengrundschulzentren seit Mitte 2024
- Literaturreihe „Ausgezeichnet“ (Literaturhaus Bonn, Han Kang März 2024)
- SommerAkademie 2024 (TanzFaktur Köln)
- Ausstellung „1863 – 1874: Revolution in der Kunst“ (Wallraf-Richartz-Museum, 15. März – 28. Juli 2024):
- Blühendes Köln (NABU): Wildstauden-Pflanzungen in urbanen Räumen
- Interaktives Erzähltheater (Kamishibai-Projekt an 10 Kölner Grundschulen)
- Kunstvermittlung Inside Out (Leopold-Hoesch- & Papiermuseum Düren)

### Künstlerresidenzen
Seit 2019 zwei Residenzen jährlich für bildende Künstler auf Burg Gladbach zur kreativen Arbeit vor Ort:

### Spendenbeispiel
2014 Finanzierung eines interreligiösen „Raum der Stille“ im Hospiz Iterbach in Aachen (Hans Rams)

## Burg Gladbach
Historische Wasserburg, erstmals 1297 erwähnt, Brand 1688, Wiederaufbau 1715, Sanierung 1971–1976 durch Rolff, Denkmalschutz seit 1986. Sitz und Symbol der Stiftung, nicht öffentlich zugänglich